# Masbaha

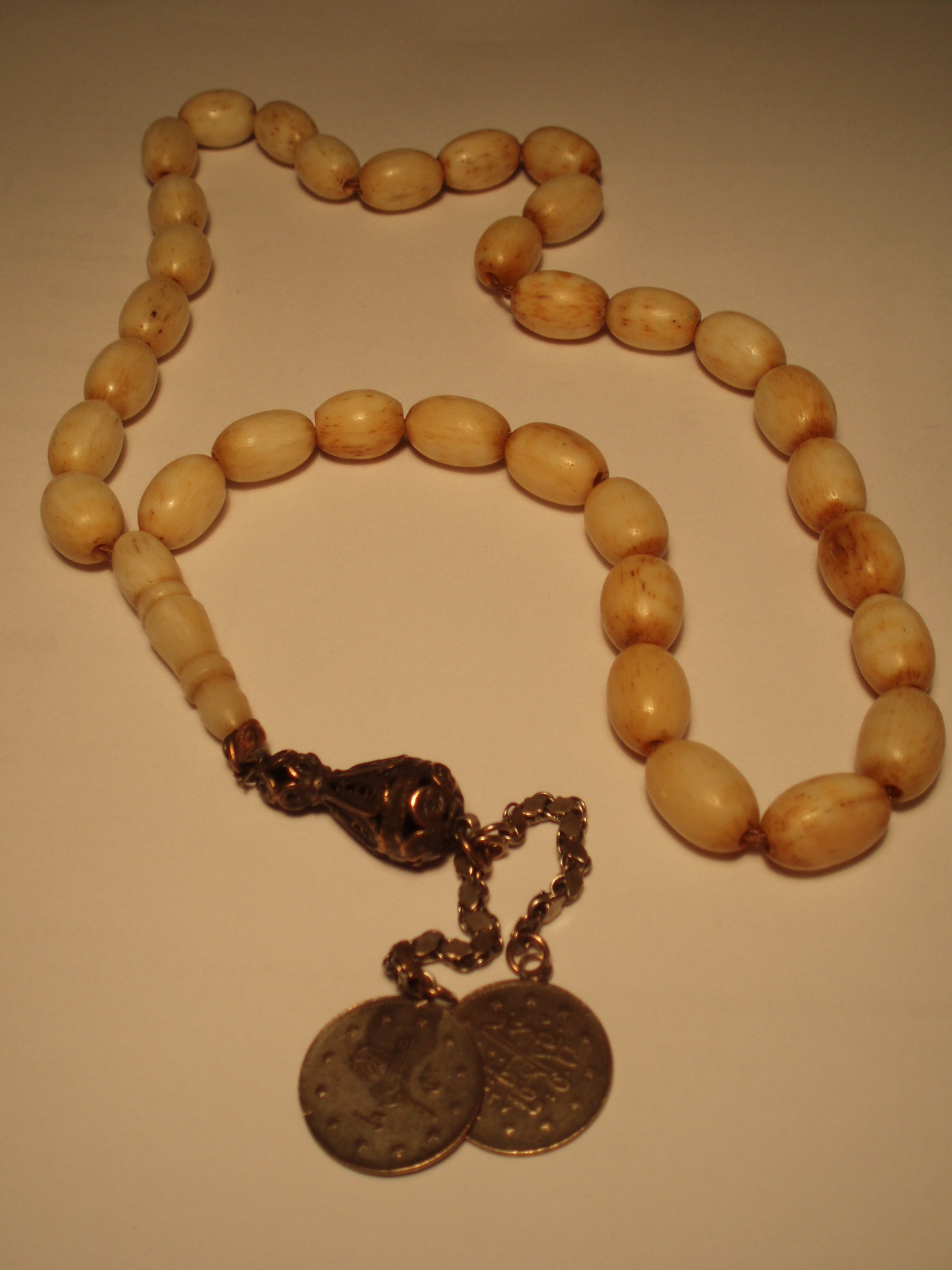
Tasbih.

Masbaha ou misbaha (em árabe: مسبحة), também conhecido como subha (سبحة), tasbih ou tespih (تسبيح, [taṣbīḥ]) é um objeto similar a um rosário, de uso tradicional entre os fiéis da religião islâmica.
Conhecido na Grécia como kombolói, chamado também de terço grego, terço árabe e terço islâmico, é usado para meditações, orações e pedidos de auxílio.

## Características e uso
Em geral, trata-se de um colar com 33 ou 99 contas divididas por um nó. As contas podem ser de diferentes materiais como madeira, marfim, plástico e sementes. No caso dos colares com 33 contas, são realizados três ciclos de reza.
Se utiliza habitualmente para praticar o dhikr ou para invocações dirigidas a Alá. O número de suas contas tem relação com o recital dos 99 nomes de Deus, também utilizado para outros tipos de oração.
Foi um dos mais importantes símbolos da cultura islâmica. Utilizada para atrair sorte e nas orações em Meca.
A masbaha pode também cumprir a tarefa de manter as mãos ocupadas ou de servir de sinal de sua cumplicidade religiosa. É comum, assim como os rosários, encontrá-los pendurados nos retrovisores de automóveis, em guidão de motos e nas paredes de locais.